# Фонте Сарачено (Салерно)
Фонте Сарачено је насеље у Италији у округу Салерно, региону Кампанија.
Према процени из 2011. у насељу је живело 58 становника. Насеље се налази на надморској висини од 132 м.